# 카트리나 레히스
카트리나 레히스(에스토니아어: Katrina Lehis, 1994년 12월 19일~)는 에스토니아의 펜싱 선수이다. 2020년 하계 올림픽 여자 에페 단체전에서 금메달, 여자 에페 개인전에서 동메달을 획득하여 에스토니아 펜싱 선수로는 최초로 올림픽 메달을 획득했다.